# بلند بلند فکر کردن (ترانه اد شیرن)
«بلند بلند فکر کردن» (به انگلیسی: Thinking Out Loud) تک‌آهنگی از هنرمند اهل بریتانیا اد شیرن است که در ۲۴ سپتامبر ۲۰۱۴ منتشر شد. این تک‌آهنگ در آلبوم ضرب (آلبوم اد شیرن) قرار داشت. این ترانه یک تصنیف عاشقانه است به گونه‌ای که اد شیرن آن را ترانه‌ای مناسب برای عروسی‌ها توصیف کرده‌است.
این تک‌آهنگ در چارت‌های اسکاتلند، دانمارک، استرالیا، نیوزلند، بریتانیا در رتبه اول و در چارت‌های کانادا، ایتالیا، فلاندرز، فرانسه، نروژ، لهستان، اسپانیا، فنلاند، سوئد، سوئیس، اتریش، جزو ده ترانه اول قرار گرفت.